# Немачка подморница У-59
Подморница У-59 је била Немачка подморница типа II-Ц и је коришћена у Другом светском рату. Подморница је изграђена 4. март 1939. године и служила је у 5. подморничкој флотили (4. март 1939 — 31. децембар 1939), 1. подморничкој флотили (1. јануар 1940 — 31. децембар 1940), 22. подморничкој флотили (1. јануар 1941 — 30. јун 1944) и 19. подморничкој флотили (1. јул 1944 — 1. април 1945)

## Служба
Дана, 29. августа 1939. године, У-59 је напустила базу Хелголанд и кренула на своје прво патролирање, које се завршило 11. септембра, упловљавањем у базу Кил. На следеће патролирање подморница У-59 креће 22. октобра 1939. године.
У 03:15 сати, 28. октобра 1939. године, У-59 уочава и осветљава британски рибарски брод St. Nidan, и испаљује неколико пројектила из свог топа ка броду, као упозорење, пре него што је наређено посади да напусти брод. У 04:25 сати, изненада се појављује британски рибарски брод Lynx II и подморница покушава да га заустави паљбом из свог топа, међутим, погађага га са три гранате које изазивају пожар на командном носту и посада напуста брод. Други рибарски брод је потопљен отварањем вентила у 06:55 сати а први у 08:30 сати.
Два дана касније, 30. октобра у 23:35, британски наоружани рибарски брод HMS Northern Rover је погођен једним торпедом, испаљеног са подморнице У-59 и брзо тоне заједно са целокупном посадом од 27 људи у близини Керкуола, Оркнијска острва.
Подморница У-59 завршава своје патролирање 9. новембра, упловивши у базу Кил, из које креће на нову патролу и постављање минске препреке 30. новембра. 
У 10:32 сати, 6. децембра 1939. године, британски рибарски брод HMS Washington удара у мину, коју је У-59 положила 5. децембра и тоне у близини Грејт Јармута. Рибарски брод је био на путу ка Грејт Јармуту где је након реквирирања требало да се наоружа и претвори у помоћни ратни брод.
Шест дана касније у 08:15 сати, 12. децембра 1939. године, британски трговачки брод  (заповедник Џ. Џ. Деин) удара у мину и тоне на око 0,5 наутичких миља јужно од Норт Кеистр Беја. Пет члана посаде је погинуло у овом напада, а заповедник и преосталих четири члана посаде се искрцавају код Греит Јармута. Подморница У-59 је четири дана раније упловила у базу Вилхелмсхафен, и ту остаје до 14. децембра, када поново испловљава. 
Дана, 16. децембра 1939. године, у 00:28 сати, незаштићени шведски трговачки брод  је био погођен једним торпедом са У-59, и тоне на око 130 наутичких миља од Њукасла. Немци су уочили на броду шведску заставу тек након што су испалили торпедо. Шест преживелих чланова посаде спашава британски разарач HMS Eclipse (H 08) 21. децембра, док је других 13 преживелих чланова посаде стигло у чамцу за спашавање до данске обале.
У 12:49 сати, истог дана, небрањени норвешки трговачки брод  (заповедник Елмар Малмгрен) је погођен једним торпедом по средини брода, и тоне након што се преломио на два дела, на око 75 наутичких миља источно од Сент Абс Хеда. Заповедник и четири чланова посаде норвшког брода је погинуло, а 13 преживелих чланова посаде спашава неколико сати касније грчки трговачки брод 
Следећег дана, 17. децембра, у 02:34 сати, дански трговачки брод  је био погођен једним торпедом са подморнице У-59 и тоне након што се преломио на два дела, на око 75 наутичких миља источна од острва Меј. Три преживела члана посаде сакупља британски рибарски брод  (заповедник П Стивенс), кога два дана касније потапају немачки авиони. Све преживеле бродоломнике спашава норвешки трговачки брод Rogaland и превози их у Копервик.
Истог дана у 05:36 сати, подморница У-59 испаљује торпедо ка једном трговачком броду од око 3.000 тона, и погађа брод по средини, услед чега се он ломи на два дела и тоне. Жртва је вероватно био дански трговачки брод Jaegersborg, који је нестао, након што је 14. децембра напустио луку Копенхаген. Једно тело члана посаде, је касније пронађено на једном сплаву.
Дана, 19. децембра 1939. године, подморница У-59 упловљава у базу Кил, и тиме завршава своје шесто-дневно, веома успешно патролирање. Без мало, месец дана касније, 14. јануара 1940. године, У-59 поново креће у патролирање.
Тог дана у 21:09 сати, незаштићени француски трговачки брод  (заповедник Арсен Жуљевић) је погођен у десни бок једним торпедом, испаљеног са подморнице У-59 и тоне у близини Греит Јармута за четири минута. Након 9 дана патролирања, 22. јануара, У-59 упловљава у базу Вилхелмсхафен, из које креће у ново патролирање 29. јануара 1940. године. 
У 20:44 сати, 1. фебруара, незаштићени британски мали трговачки брод  (заповедник Кенет Мен) је торпедован и потопљен од подморнице У-59, североисточно од Ловестофа. Заповедник, шест члана посаде и два стражара гину у овом нападу. 
Сутрадан, у 06:24 сати британски незаштићени танкер Creofield (заповедник Чарлс Фред Карлинн) је торпедован и тоне заједно са целокупном посадом од 16 члана, источно од Ловестофа.
Истог дана, 2. фебруара у 20:40 сати, незаштићени британски брод  (заповедник Александер Велш) је погођен у десни бок једним торпедом са У-59 и тоне једну наутичку миљу југозападно од западног Смит Книловог брода-светионика. Два члана посаде је изгубљено, а заповедника и 8 члана посаде сакупља фински трговачки брод Oscar Midling, и искрцава их у Емингему 4. фебруара. Подморница У-59 се враћа 8. фебруара у базу Вилхелмсхафен, и ту остаје више од месец дана – до 14. марта, када одлази у ново патролирање, које ће трајати 7 дана, и неће донети никакве успехе подморници У-59. Из исте базе, она креће поново у патролу 31. марта 1940. године.
У 03:16 сати, 6. априла 1940. године, норвешки трговачки брод  (заповедник Лоренц Ехре-Танген) је био погођен у десни бок у пределу 3. товарног одељења, једним торпедом, испаљеног са подморнице У-59, и тоне у року од 7 минута. Шест људи његове посаде гине од експлозије. Брод је одмах напуштен у два чамца за спашавање, али немирно море превће један од њих, услед чега се дави заповедник, као и 3 официра и 2 путника, Преосталих 14 бродоломника у другом чамцу за спашавање, открива један британски авион, а касније их сакупља фински трговачки брод Atlas. Девет сати након што је сакупио преживеле, он их искрцава у Киркволу.
Након 38 дана патроле, подморница У-59 упловљава у базу Кил, где остаје до 18. јула 1940. године, када испловљава под новим командантом – Јоахим Мец, на следеће патролирање. У 03:45 сати, 1. августа, незаштићени шведски трговачки брод  је био погођен једним торпедом према крми, и тоне. Брод је раније био уочен али торпеда која су испаљена према њему у 02:17 и 03:43 сати, промашују. 
Дана, 4. августа 1940. године, У-59 упловљава у базу Берген – Норвешка, из које свега четири дана касније креће на ново патролирање. У 22:34 сати, 14. августа, незаштићен британски трговачки брод  (заповедник Томас Х. Сезнс) је торпедован и потопљен од подморнице У-59, на око 35 наутичких миља од острва Тори. Заповедник и 29 члана посаде трговачког брода гину, а преостала 4 члана посаде спашава британска фрегата HMS Man o´War (FY 104), и искрцава их у Белфаст. Пет дана касније – 19. августа, У-59 упловљава у базу Лорјан - Француска, где остаје до 26. августа, када поново испловљава.
У 21:34 сати, 30. августа 1940. године, подморница У-59 испаљује једно торпедо ка другој линији бродова конвоја OB-205, и промашује, али то торпедо погађа грчки трговачки брод San Gabriel који је пловио иза предвиђеног циља. Преживели напуштају брод и спашава их британски разарач HMS Warwick (D 25). Како брод није потону, њега узима у вучу спасилачки реморкер HMS Thames, и одвлачи га до реке Клид, где је брод декларисан као тотално уништен. Истог дана у 21:53 сати, британски танкер Anadara из конвоја OB-205 је торпедован и оштећен од подморнице У-59. 
Следећег дана – 31. августа у 02:06 сати, подморница У-59 испаљује салву од два торпеда ка једном броду у групи од три теретна брода, који су се одвојили од конвоја OB-205. Брод је погођен са оба торпеда и и тоне у року од 5 минута. Највероватније да се овде ради о британском трговачком броду Bibury (заповедник Џејмс Еледби Хантер), коме се губи сваки траг, након што се удаљио од конвоја. Заповедник, 37 чланова посаде и један стражар су изгубљени (комплетна посада). Дуже време се веровало да је овај брод потопљен од стране неке немачке помоћне крстарице.
Након 9 дана патролирања, подморница У-59 се враћа у базу Лоријан, ради попуне, и из ње креће 7. септебра 1940. године. Ово патролирање, које ће трајати 15 дана, није донело подморници У-59 нове успехе, и завршило се њеним упловљавањем 21. септембра, у исту базу. На ново патролирање она креће 3. октобра 1940. године.
У 16:01 сати, 7. октобра 1940. године, норвешки теретни брод Touraine (заповедник Зигфид Ахлгрен), је одлутао од конвоја OB-225, пошто је претходне ноћи био погођен једним торпедом испаљеног са У-59, у пределу 4. товарног одељења, западно од Блоди Форленда, Ирска. Посада напушта брод у три чамца за спашавање, кад је брод почео брзо да се нагиње, а плашили су се и новог напада. Пошто је брод остао на површини, немачка подморница врши нове нападе, али два торпеда која су испаљена у 19:25 и 19:32 сати, промашују брод. Тек торпедо које је испаљено у 20:43 сати погађа брод, и он полако тоне у 21:39 сати. 
Дана, 12. октобра 1940. године, у 18:03 сати, британски трговачки брод  (заповедник Вилијам Ивенс) из конвоја HX-77, је био погођен по средини брод једним торпедом, које је испаљено са подморнице У-59, и тоне полако на око 134 наутичких миља од Блоди Форленда. Са подморнице покушавају да објасне преживелима, који су се налазили у чамцима за спашавање, где је најближа обала, али је море било изузетно немирно, и они не успевају у томе. Касније, заповедник, 52 члана посаде и два путника су били спашени.
Подморница У-59 упловљава 15. октобра у базу Берген – Норвешка, а свега 2 дана каснике креће ка бази Кил, где стиже 20. октобра 1940. године. То је уједно било и последње борбено патролирање подморнице У-59, и она на даље служи искључиво у школске сврхе, све до априла 1945. године, када је оштећена у бази Кил. Маја месеце њу потапа сама посада, како не би пала у руке савезницима. Током 1945. године, подморницу У-59 извлаче из мора и шаљу на сечење.

## Команданти
- Харалд Јирст (4. март 1939 — 17. јул 1940)
- Јоахим Мац (18. јул 1940 — 10. новембар 1940)
- Зигфрид фон Форстнер (11. новембар 1940 — 16. април 1941)
- Гинтер Гретшел (17. април 1941. - децембар 1941)
- Гинтер Посер (децембар 1941. - 15. јул 1942)
- Карл-Хајнц Самлер (16. јул 1942 — 10. јун 1943)
- Ханс-Јирген Шлеи (11. јун 1943 — 30. јун 1944)
- Херберт Валтер (јул 1944. - април 1945)

## Бродови
| Име брода | Држава               | Тежина     | Година изградње | Датум напада       | Напомена        |
|           | Уједињено Краљевство | 250 тона   | 1906.           | 28. октобар 1939.  | Потопљен        |
|           | Уједињено Краљевство | 565 тона   | 1937.           | 28. октобар 1939.  | Потопљен        |
|           | Уједињено Краљевство | 655 тона   | 1936.           | 30. октобар 1939.  | Потопљен        |
|           | Уједињено Краљевство | 209 тона   | 1909.           | 6. децембар 1939.  | Потопљен        |
|           | Уједињено Краљевство | 496 тона   | 1920.           | 12. децембар 1939. | Потопљен        |
|           | Норвешка             | 1.568 тона | 1934.           | 16. децембар 1939. | Потопљен        |
|           | Шведска              | 1.366 тона | 1928.           | 16. децембар 1939. | Потопљен        |
|           | Данска               | 1.214 тона | 1920.           | 17. децембар 1939. | Потопљен        |
|           | Данска               | 1.245 тона | 1918.           | 17. децембар 1939. | Потопљен        |
|           | Француска            | 1.296 тона | 1922.           | 19. јануар 1940.   | Потопљен        |
|           | Уједињено Краљевство | 498 тона   | 1938.           | 1. фебруар 1940.   | Потопљен        |
|           | Уједињено Краљевство | 838 тона   | 1928.           | 2. фебруар 1940.   | Потопљен        |
|           | Уједињено Краљевство | 1.064 тона | 1918.           | 2. фебруар 1940.   | Потопљен        |
|           | Норвешка             | 2.118 тона | 1921.           | 6. април 1940.     | Потопљен        |
|           | Шведска              | 1.981 тона | 1897.           | 1. август 1940.    | Потопљен        |
|           | Уједињено Краљевство | 2.339 тона | 1918.           | 14. август 1940.   | Потопљен        |
|           | Уједињено Краљевство | 8.009 тона | 1935.           | 30. август 1940.   | Оштећен         |
|           | Грчка                | 4.943 тона | 1920.           | 30. август 1940.   | Тотално уништен |
|           | Уједињено Краљевство | 4.616 тона | 1929.           | 31. август 1940.   | Потопљен        |
|           | Норвешка             | 5.811 тона | 1925.           | 7. октобар 1940.   | Потопљен        |
|           | Уједињено Краљевство | 6.865 тона | 1929.           | 12. октобар 1940.  | Потопљен        |
| --------- | -------------------- | ---------- | --------------- | ------------------ | --------------- |